# Cheval rouge au bain
Pour les articles homonymes, voir Cheval Rouge.
Cheval rouge au bain (en russe : Купание красного коня) est une huile sur toile peint par Kouzma Petrov-Vodkine en 1912. Ce tableau, qui lui vaut d'être reconnu par ses pairs et le fait connaître dans toute la Russie, suscite alors de nombreuses controverses. 

## Le tableau

### Histoire de sa création
Petrov-Vodkine habitait en 1912 Khvalynsk, dans le sud de l'Empire. Il a fait dès 1914 de nombreuses esquisses et variantes de ce tableau, dont certaines sans doute détruites par lui dès son retour à Saint-Pétersbourg, et d'autres qui ne nous sont connues que par des photos.
La scène de genre qu'a composée Petrov-Vodkine montre un cheval et le jeune garçon qui le monte.
Le cheval est Maltchik — le cheval qui était alors sur sa propriété — et le garçon est Sergey Kalmykov (ru), son élève. Celui-ci
avait, en 1911, peint un bain de chevaux rouges, un thème assez fréquent en peinture en Ruussie, et ce qui a peut-être inspiré son maître. Il dira plus tard « Pour les futurs compilateurs de ma monographie, je signale que c'est moi que ce cher Kouzma Sergueïevitch a peint sur le cheval rouge... Dans cette image connue d'un jeune homme langoureux, c'est moi personnellement qui suis représenté. »
.

### Description
L'arrière-plan de cette grande toile presque aussi haute que large est occupé par un lac aux couleurs froides, vertes et bleues. Au premier plan, se distinguent les couleurs chaudes d'un cavalier sur son cheval rouge, cadré si serré que les oreilles et les jambes de la monture sortent du cadre.
Dans le haut du tableau, la courbure des rives du lac est soulignée par le fragment de terres, illustrant les théories de Petrov-Vodkine sur la perspective sphérique.
Dans le lac, deux garçons sont représentés : à droite, un cavalier, vu de dos, conduit son cheval orange  vers le fond du tableau ; à gauche, l'autre garçon tient par la bride son cheval blanc et marche vers l'avant.

Deux toiles de Petrov-Vodkine
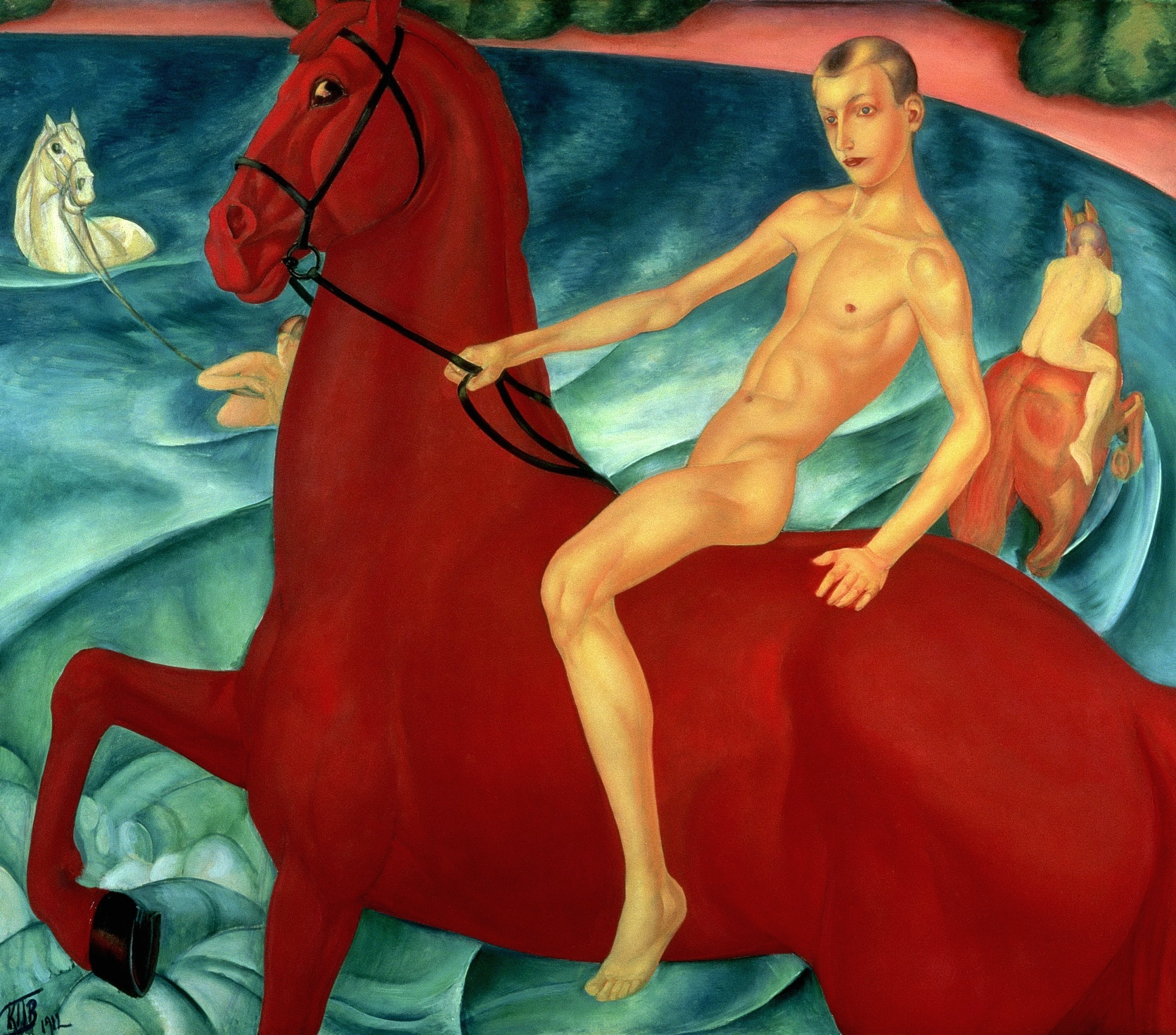
Cheval rouge au bain, 1912
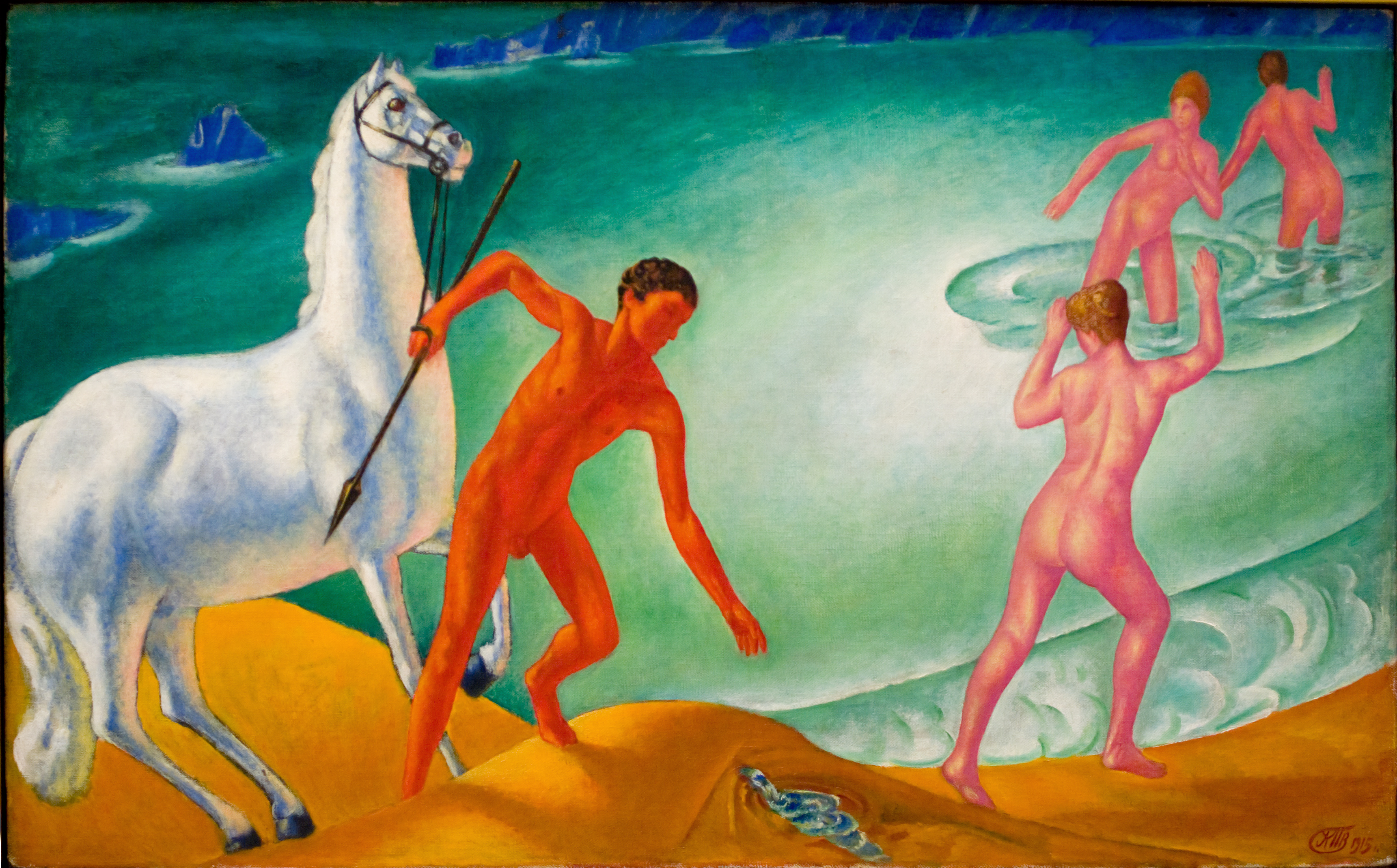
Guerrier assoiffé, 1915

### Influence des icônes
À des critiques qui trouvent ses couleurs bien peu réalistes, l'artiste répond qu'il les a reprises dans 
des icônes de Novgorod, comme le Miracle de l'archange Mikhaïl, où le cheval entièrement rouge, sans mélange, marque une sorte de confrontation. (Rappelons que l'intérêt pour ces icônes et leur restauration ont connu cette année-là leur apogée en Russie.)

Deux icônes
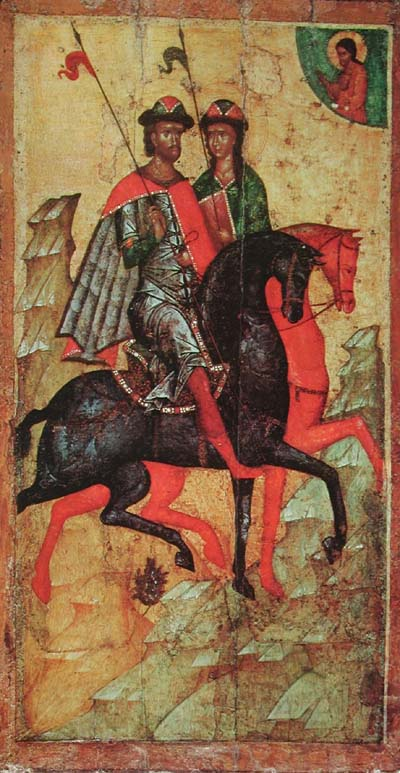
Boris et Gleb, XIVe siècle, Galerie Tretiakov
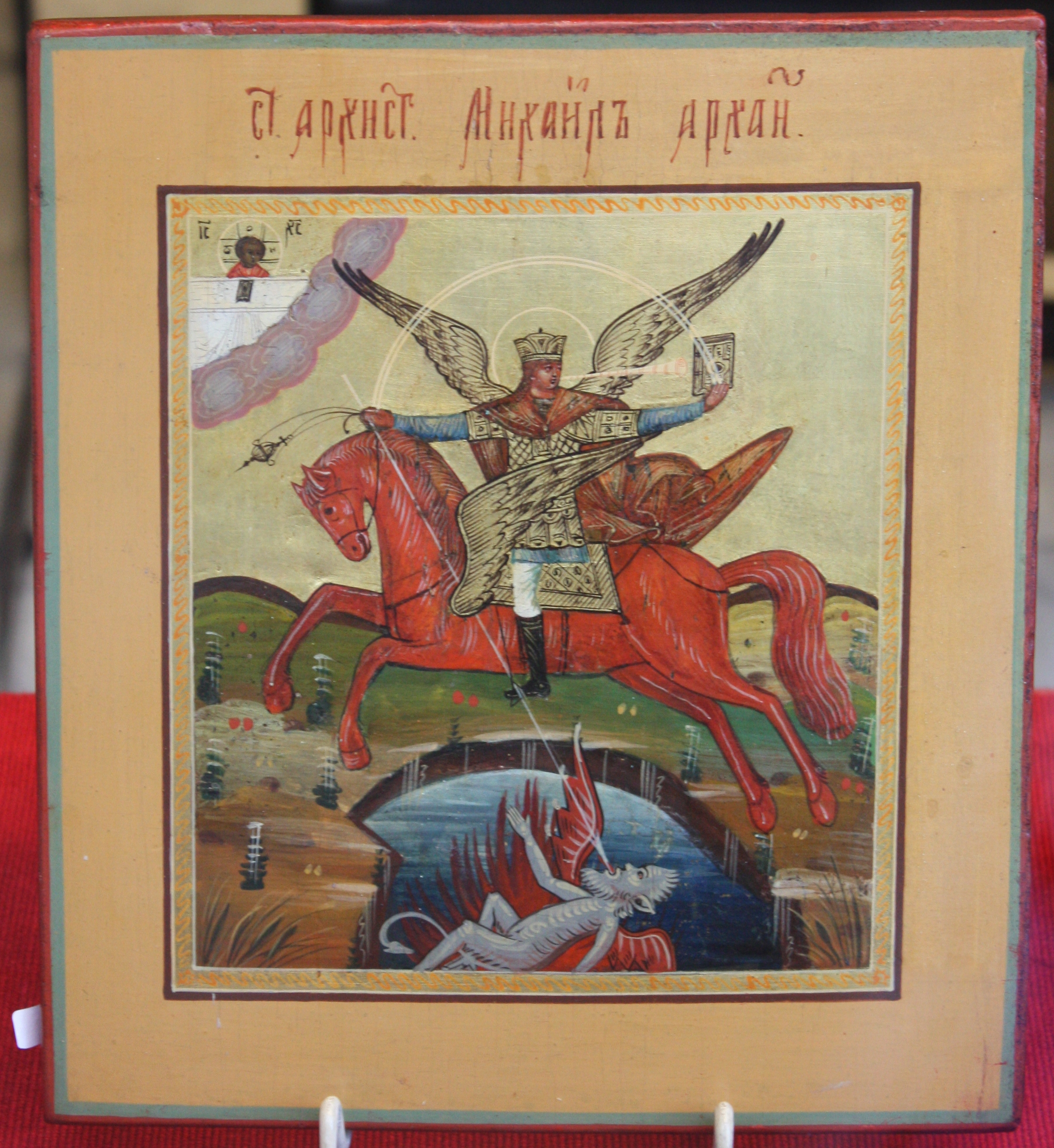
Miracle de l'archange Mikhaïl, XVIIe siècle (?)

### Influence sur l'avant-garde russe
« La création de Petrov-Vodkine cesse d'être une image et devient un symbole, un manifeste, une épiphanie. Dans une certaine mesure, son impact n'est pas moindre que celui du Carré noir sur fond blanc de Kasimir Malevitch
 ».

## Perception par les contemporains
Le tableau produit une grande impression sur le public contemporain du fait de sa monumentalité et de son histoire comme beaucoup d'autres œuvres de cette époque tant en peinture qu'en littérature. Le Cheval rouge a sa place dans l'histoire de la Russie comme un symbole qui pour certains signifie que le sort du pays est partagé entre la force du cheval et un jeune cavalier qui monte à cru. L'adolescent nu semble fragile, alors que le cheval est majestueux et monumental. La puissance de l'un souligne la faiblesse de l'autre. 
Pour d'autres le Cheval rouge est la Russie elle-même correspondant à ce qu'en disait Alexandre Blok : « C'est une jument des steppes ». Il convient aussi de remarquer que la couleur rouge choisie préfigure la couleur de la Russie soviétique du XXe siècle.

## Critiques
Petrov-Vodkine est imprégné de l'influence de ses maîtres préférés parmi lesquels Puvis de Chavannes, et surtout Matisse pour ce tableau Cheval rouge au bain. Selon Valentine Marcadé, il n'a pas pu s'en dégager pour faire une œuvre vraiment personnelle et n'a pas tenu les promesses de ses débuts. Il a en effet joué un grand rôle dans la formation de la première génération de peintres soviétiques. Son utilisation de la couleur, de ses aplats, de ses combinaisons de bleus et de verts trahit dans cette œuvre l'influence de l'art byzantin et de Matisse. Sa construction de fonds de toile sur une courbe ascendante devint rapidement une constante de l'art russe. 
Pour le critique Peter Leek, Le Cheval rouge au bain est l'œuvre la plus ouvertement symboliste de Petrov-Vodkine. Elle a un côté métaphorique bien qu'elle soit exempte d'allusions religieuses comme beaucoup de toiles de l'artiste . 

## Destinée du tableau
Le sort du tableau n'est pas ordinaire.
Il est exposé en 1912 à l'exposition de Mir iskousstva où il est accueilli très favorablement.
En 1914 il est exposé à l'exposition Baltique dans la ville de Malmö en Suède. Le peintre reçoit des mains du roi de Suède une médaille pour sa réalisation du tableau. 
Surviennent alors la Première Guerre mondiale, la Révolution d'Octobre et la Guerre civile russe, si bien que le tableau reste longtemps en Suède. 
Après la fin de la Première Guerre mondiale, de longues négociations ont lieu pour ramener le tableau en Russie. Ce n'est qu'en 1950, qu'il est rétrocédé à la famille de l'artiste. La veuve de Petrov-Vodkine confie la toile au collectionneur réputé K. K. Bassevitch qui lui-même en fera don à la Galerie Tretiakov en 1961.